# Hieracium cordobense
Hieracium cordobense es una especie de planta con flor del género Hieracium, de la familia Asteraceae, orden Asterales.

## Distribución
Hieracium cordobense se distribuye por Argentina.

## Taxonomía
Fue descrita científicamente por Sleum. Fue publicada en Bot. Jahrb. Syst. 77: 120 (1956).